# Denny Laine
Brian Frederick Arthur Hines (Birmingham, 29 de outubro de 1944 — 5 de dezembro de 2023), conhecido pelo nome artístico de Denny Laine, foi um músico e compositor britânico, mais conhecido por ser guitarrista e líder vocal da banda de rock The Moody Blues e por ajudar a fundar e fazer parte da banda de rock Wings junto com Paul McCartney e Linda McCartney.
Em 2018, foi introduzido ao Rock and Roll Hall of Fame como membro do The Moody Blues.

## Morte
Laine morreu em 5 de dezembro de 2023, aos 79 anos por complicações de uma doença pulmonar intersticial. Em 2022 o músico havia contraído COVID-19 e passou por várias cirurgias pulmonares.

## Discografia

### Álbuns solo
| Ano  | Álbum                             | Selo                   |
| ---- | --------------------------------- | ---------------------- |
| 1973 | Ahh...Laine                       | Wizard/Reprise         |
| 1977 | Holly Days                        | EMI/Capitol (US)       |
| 1980 | Japanese Tears                    | Polydor/Scratch        |
| 1982 | Anyone Can Fly                    | Polydor/Scratch        |
| 1985 | Hometown Girls                    | President              |
| 1987 | Wings on My Feet                  | President              |
| 1988 | Lonely Road                       | President              |
| 1988 | Master Suite                      | Magnum Force           |
| 1990 | All I Want Is Freedom             | JAWS                   |
| 1996 | Reborn                            | Griffin/Scratch        |
| 1996 | Wings at the Sound of Denny Laine | Scratch/Purple Pyramid |
| 2008 | The Blue Musician                 | Peacock Records        |

### Álbuns de compilação
| Ano  | Álbum                               | Notas                                                             |
| ---- | ----------------------------------- | ----------------------------------------------------------------- |
| 1994 | Blue Nights                         | faixas de 1980 a 1990                                             |
| 1994 | Rock Survivor                       | faixas de 1980 a 1990                                             |
| 1998 | The Masters                         | faixas de 1980 a 1996                                             |
| 2002 | Blue Wings: The Ultimate Collection | Wings at the Sound of Denny Laine emparelhadas com Japanese Tears |

### Singles
| Ano  | Lado A               | Lado B                   | Label          |
| ---- | -------------------- | ------------------------ | -------------- |
| 1967 | "Say You Don't Mind" | "Ask the People"         | Deram DM 122   |
| 1968 | "Too Much in Love"   | "Catherine's Wheel"      | Deram DM 171   |
| 1968 | "Why Did You Come?"  | "Ask the People"         | unreleased     |
| 1980 | "Japanese Tears"     | "Guess I'm Only Fooling" | Arista AS 0511 |

### Como convidado
| Ano  | Álbum                                                     | Artista                    |
| ---- | --------------------------------------------------------- | -------------------------- |
| 1974 | McGear                                                    | Mike McGear                |
| 1980 | The Reluctant Dog                                         | Steve Holley               |
| 1981 | Somewhere in England - "All Those Years Ago"              | George Harrison            |
| 1982 | Standard Time - "Maisie"                                  | Laurence Juber             |
| 1982 | Tug of War                                                | Paul McCartney             |
| 1983 | Pipes of Peace                                            | Paul McCartney             |
| 1985 | Wind in the Willows - "The Life We Left Behind"           | Eddie Hardin e Zak Starkey |
| 1996 | Metal Christmas - "I Wish It Could Be Christmas Everyday" | Vários Artistas            |
| 1998 | Wide Prairie                                              | Linda McCartney            |
| 1999 | Old Friends in New Places - "And the Thunder Rolls..."    |                            |

### Com o Moody Blues
Álbuns
| Ano  | Álbum                   |
| ---- | ----------------------- |
| 1965 | The Magnificent Moodies |

Singles
| Ano  | Lado A                              | Lado B                                | Album                   |
| ---- | ----------------------------------- | ------------------------------------- | ----------------------- |
| 1964 | "Steal Your Heart Away"             | "Lose Your Money"                     | Non-album single        |
| 1964 | "Go Now"                            | "It's Easy, Child"                    | The Magnificent Moodies |
| 1965 | "I Don't Want to Go on Without You" | "Time on My Side"                     | Non-album single        |
| 1965 | "From the Bottom of My Heart"       | "And My Baby's Gone"                  | Non-album single        |
| 1965 | "Everyday"                          | "You Don't (All The Time)"            | Non-album single        |
| 1966 | "Boulevard De La Madeleine"         | "This Is My House (But Nobody Calls)" | Non-album single        |
| 1967 | "Life's Not Life"                   | "He Can Win"                          | Non-album single        |

### Com Balls relançado por Trevor Burton
| Ano                  | Lado A                                                            | Lado B             |
| -------------------- | ----------------------------------------------------------------- | ------------------ |
| 1970 (Balls)         | "Fight for My Country"                                            | "Janie, Slow Down" |
| 1971 (Trevor Burton) | "Fight for My Country" (edited)                                   | "Janie, Slow Down" |
| 1972 (B.L.G.)        | "Live in the Mountains" (same as "Fight for My Country") (edited) | "Janie, Slow Down" |

### Com a Ginger Baker's Air Force
| Ano  | Álbum                      |
| ---- | -------------------------- |
| 1970 | Ginger Baker's Air Force   |
| 1970 | Ginger Baker's Air Force 2 |

### ComWings
| Ano  | Álbum                       |
| ---- | --------------------------- |
| 1971 | Wild Life                   |
| 1973 | Red Rose Speedway           |
| 1973 | Band on the Run             |
| 1975 | Venus and Mars              |
| 1976 | Wings at the Speed of Sound |
| 1978 | London Town                 |
| 1979 | Back to the Egg             |